# 升旗

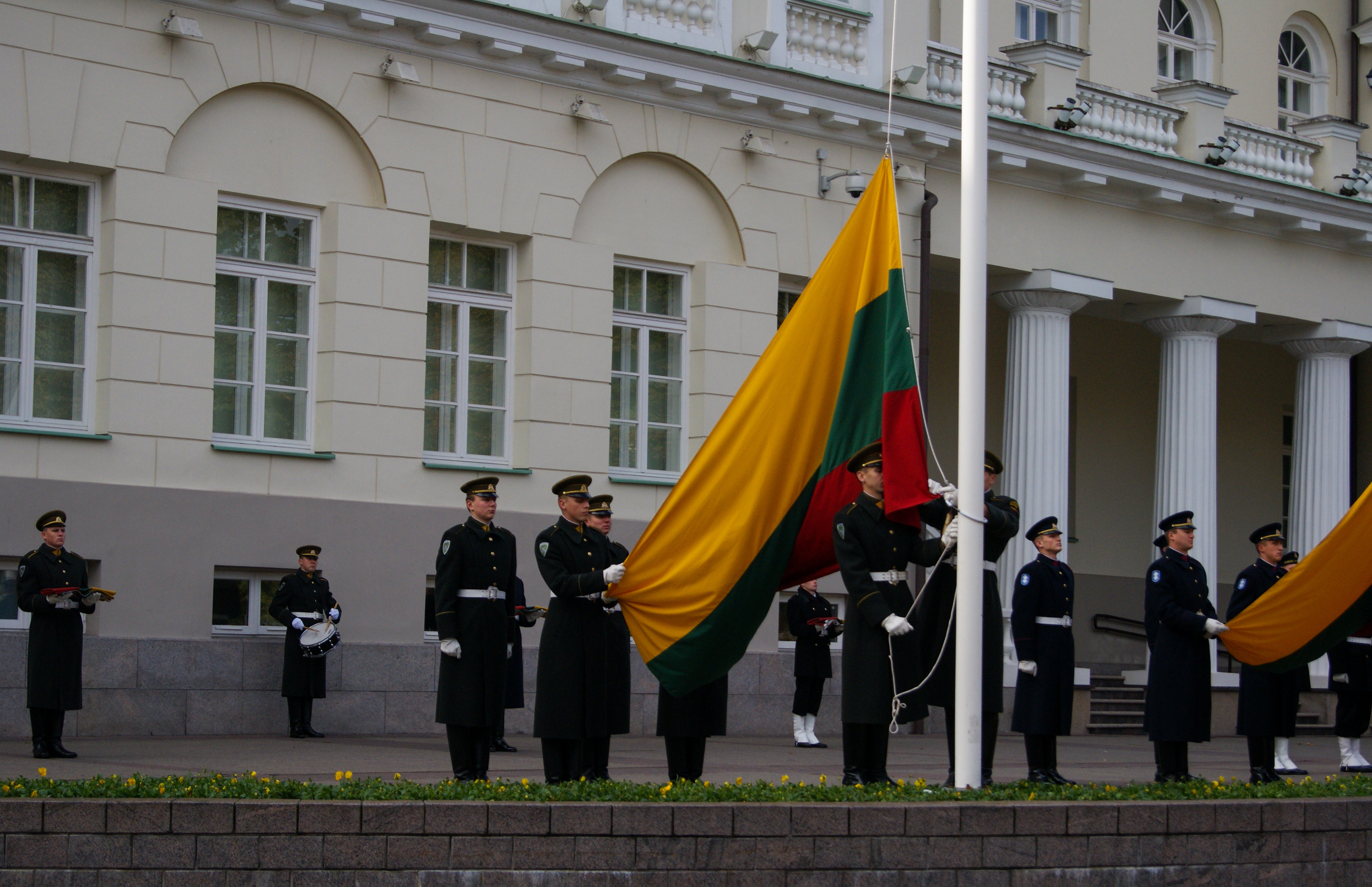
旗手準備升起國旗

升旗是一種在公共場合举行的莊嚴儀式，稱為升旗儀式。旗幟作為一種象徵標誌，升旗通常表示對其展現出尊重和敬意，政府組織、軍隊、學校等將國旗升起，表示效忠國家、維護主權和愛國教育；登山隊、探險隊或運動隊升起旗幟，表示達成目標；而在發生戰爭的時候，在一塊領土上升起旗幟，則表示佔領、收復或控制地區。兩國外交升起雙方的旗幟，表示雙邊友好的象徵；與之相反，大使館舉行降旗儀式，通常象徵兩國斷交。
旗幟通常是升起在旗杆，簡易方法是將旗幟綁在短杆，用雙手筆直握持、豎立或懸掛在適當之處；嚴格意義的升旗是指使用滑輪、繩索和掛鉤，將旗幟拉扯升上高杆頂端。升旗儀式通常會在晨曦或早上舉行，在廣場、營地或建築物的主旗杆升起旗幟；反之，降旗儀式則是在傍晚舉行，表示一天已經結束。升降旗儀式進行時，可能會吹響軍號或奏國歌，在场人員應該面向旗幟及保持肅立，同時向旗幟行注目禮，或以適當方式行敬禮，並且不應做出損害旗幟尊嚴的行為。國家典禮升旗儀式可能有更隆重的過程，例如：儀隊迎接國旗進場、升國旗、群众唱國歌、向國旗敬禮、首長致詞等。

## 意義
旗幟是由特定顏色和符號組成的象徵標誌，用於作為國家、軍隊、組織或團體等的標誌物，通常被賦予某些特殊的意識形態和價值觀意義。例如：國旗象徵國家主權、元首旗象徵權威和統領地位、軍旗或團隊旗象徵集體榮譽和使命等。進行儀式的莊重舉止和表現，代表著擁有紀律和團結精神。
儘管升旗儀式已經傳播到不同領域，包括政府公職紀律部隊和青少年制服團體，但就像旗幟起源於軍事用途，其主要是源自軍事傳統文化。軍人經常在重要活動擔任儀仗，負責執行升旗和降旗儀式，例如：在大型運動會開幕式升起會旗，展現體育和平、友誼和競技精神，然後在閉幕式降落會旗，象徵會期圓滿結束。
許多學校在每週舉行一次升旗儀式，做為學校教育以培養學生的國家認同、公民意識和愛國情感；學生代表參與負責司儀、升國旗、唱國歌以及進行儀式動作，可以建立紀律性和社會責任感。
國旗象徵著國家主權的標誌，每種掛法都有象徵的意思，例如降半旗是用來悼念亡者，而倒掛國旗意味著國難發生，國際上是一種求救訊號。

## 各國及地區升旗儀式

### 中华人民共和国
中国人民解放军每天日出时分在北京天安门广场和新华门举行升国旗仪式，每年10月1日中华人民共和国國慶節在天安门广场举行隆重庆典，负责升旗的队伍是中国人民解放军仪仗大队。
根据《中华人民共和国国旗法》第十四条规定：学校除假期之外，每周应该举行一次升旗仪式，以增强公民的国家观念，弘扬爱国主义精神，培育和践行社会主义核心价值观。

### 香港
香港警務處負責每天在金紫荊廣場舉行升旗儀式，香港官方升旗儀式分為三種類型，第一種是每天進行的日常升旗儀式，第二種是每月1日進行的增強升旗儀式，第三種是香港特別行政區成立紀念日和中華人民共和國國慶日進行的特別升旗儀式。
2022年1月1日起，香港教育局規定全港中小學校及幼稚園，必須於上課日、元旦、香港特別行政區成立紀念日和國慶日升掛國旗；並且每周必須舉行一次升國旗儀式，同時演奏國歌。

### 澳門
澳門治安警察局負責每天在金蓮花廣場舉行升旗儀式，澳門官方升旗儀式分為三種類型，第一種是每天進行的日常升旗儀式，第二種是每月1日進行的增強升旗儀式，第三種是澳門特別行政區成立紀念日和中華人民共和國國慶日進行的特別升旗儀式。

### 马来西亚
马来亚联合邦于1957年8月31日独立，首次升旗仪式在独立广场举行。每逢周一上午10点，仪仗队在独立广场进行升旗仪式，并有骑马队和军乐队参与表演。
吉隆坡独立广场旗杆高95（312英尺），曾经是东南亚最高旗杆，直至2023年6月被砂拉越州议会前高99（325英尺）的旗杆，取代东南亚最高旗杆的荣衔。

### 新加坡
國慶敬禮儀式（National Day Observance Ceremony）始於1976年，通常於國慶慶典（NDP）當天早晨或前夕舉行，新加坡總統、總理、內閣政要及公務員在總統府廣場升起國旗、高唱國歌和愛國歌曲、宣讀國家信約；同時，政府部門和機構、地方社區也會同步舉行儀式。

### 中華民國
中華民國總統府於每年1月1日開放參觀，以及舉行元旦升旗典禮；雙十國慶在總統府前舉行中樞國慶典禮，總統府及六都各地例行舉辦升旗儀式。
台灣大多數高中小學校平均每周至少有一次的朝會。朝會除了宣導日常生活中的大小事，其中的升旗更是為了培養學生敬愛國旗與其愛國之心。不過也有反對者認為，升旗是黨國時期政府控制學生思想的產物，應該落實轉型正義將其廢除。而近來臺北市的成功高中、臺中市的國立興大附中等學校陸續廢除朝會與早自習，也因此升旗的頻率大幅降低。

### 越南

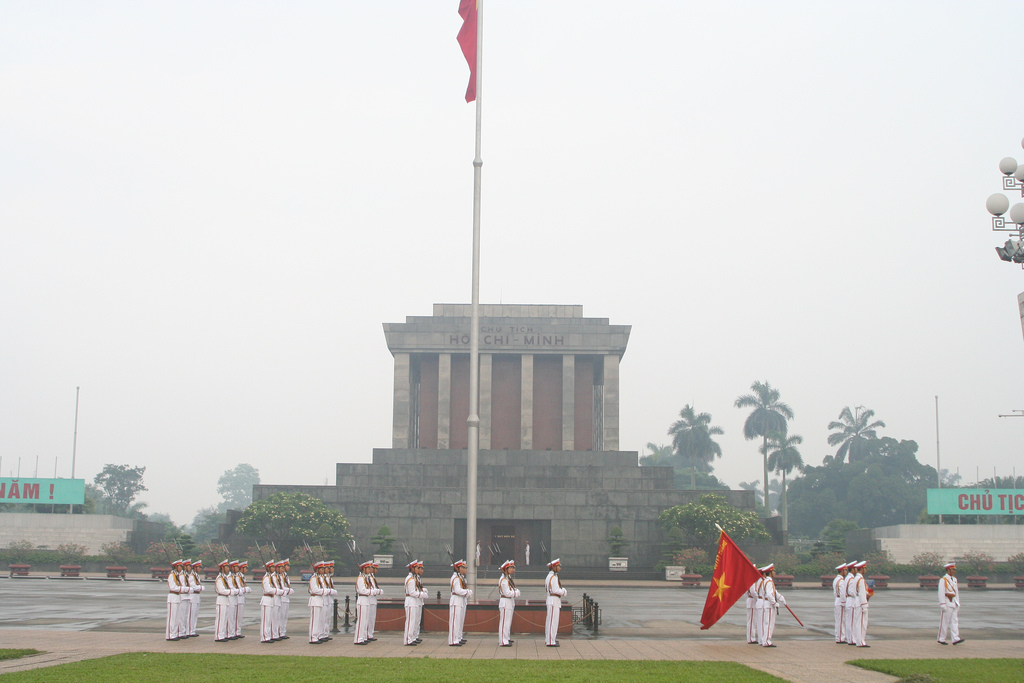
完成升旗任务的越南国旗护卫队

位于越南河内的巴亭广场作为该国首都乃至全国的中心广场，每天清晨都会举办升旗仪式。升旗任务由越南人民军胡志明主席陵保卫司令部第275团国旗护卫队的34名护卫队队员承担。护卫队于每日早晨5时50分进场，6时许准时升旗。

## 相關作品
- 硫磺島升旗：美國隨軍記者喬·羅森塔爾攝於二戰期間的的作品，獲得普立策獎，描述六名美國海軍陸戰隊士兵在硫磺島升起美國國旗。
- 在柏林國會大廈揚起紅旗：蘇聯攝影師葉夫根尼·哈爾岱在柏林戰役拍攝的作品，描述兩名蘇聯士兵在柏林帝國國會大廈升起蘇聯國旗。
- 在三國石碑升起國旗（英语：Raising the Flag on the Three-Country Cairn）：芬蘭步兵第一團團長韋伊諾·奧伊諾寧（芬蘭語：Väinö Oinonen）上校拍攝的作品，描述步兵團於芬蘭二戰時期在挪威、瑞典和芬蘭之間的三國界碑升起芬蘭軍旗。
- 墨旗升起（英语：Raising of the Ink Flag）：猶太裔攝影師米查·佩里在烏姆拉什拉什（今埃拉特）拍攝的作品，描述以色列士兵在第一次中東戰爭升起手繪的以色列國旗。
- 在世貿遺址升起的美國國旗（英语：Raising the Flag at Ground Zero）：美國報刊記者托馬斯·E·富蘭克林（英语：Thomas E. Franklin）拍攝的作品，描述三名紐約市消防員在911事件發生後的世界貿易中心遺址升起美國國旗。